# Lütfi Özkök
Lütfi Özkök (Isztambul, 1923. március 15. – Stockholm, 2017. november 1.) török származású fotográfus, költő, műfordító, aki élete nagyobb részét Svédországban élte le. Özkök képarchívumában mintegy 1500 irodalmárról készült fénykép található. 1954 és 2004 között 40 irodalmi Nobel-díjasról készített portrét.

## Élete és művészete
Az isztambuli születésű Özkök 1950-ben költözött Svédországba, miután 1949-ben Párizsban megismerkedett későbbi feleségével, Anne-Marie-vel. Svédországban svéd költeményeket fordított török nyelvre és mivel a kiadók fényképeket is kértek a művészekről, azokat is elkészítette. Özkök neve ezután mint az irodalmi Nobel-díjasok fotográfusa vált ismertté. Világszerte voltak kiállításai, fényképeiért számos díjban részesült. Képei megjelentek többek között a Newsweek, a The New York Times, a L’Express, a Die Zeit, a Der Spiegel és a The Observer hasábjain. Felesége 2001-ben hunyt el. Haláláig Stockholmban élt és alkotott.
Olyan hírességekről készített portrét, mint Ivo Andrić, Samuel Beckett, Saul Bellow, Heinrich Böll, Jorge Luis Borges, Joszif Alekszandrovics Brodszkij, Fidel Castro, Paul Celan, Umberto Eco, Michel Foucault, Alberto Giacometti, Allen Ginsberg, Günter Grass, Seamus Heaney, Eugène Ionesco, Astrid Lindgren, Gabriel García Márquez, Orhan Pamuk, Octavio Paz, Jean-Paul Sartre, Jorge Semprún, Susan Sontag, Tomas Tranströmer, John Updike és Mario Vargas Llosa.
Magyar vonatkozású fontosabb portréalanyai voltak: Bárányi Ferenc, Csoóri Sándor, Csurka István, Déry Tibor, Doráti Antal, Esterházy Péter, Faludy György, Hendi Péter, Illyés Gyula, Karinthy Ferenc, Konrád György, Szabó Magda és Weöres Sándor.